# Брегуццо
Брегуццо, Бреґуццо (італ. Breguzzo) — колишній муніципалітет в Італії, у регіоні Трентіно-Альто-Адідже,  провінція Тренто. З 1 січня 2016 року Брегуццо є частиною новоствореного муніципалітету Селла-Джудікаріє.
Брегуццо розташоване на відстані близько 480 км на північ від Рима, 33 км на захід від Тренто.
Населення — 572 особи (2014).

## Демографія
Населення за роками:

Станом на 31 грудня 2014 року в муніципалітеті офіційно проживали 22 іноземці з 6 країн, серед них 4 громадяни країн Євросоюзу.

## Сусідні муніципалітети
- Борго-Ларес
- Бондо
- Даоне
- Ронконе
- Тіоне-ді-Тренто
- Порте-ді-Рендена